# Homer W. Hall
Homer William Hall (* 22. Juli 1870 in Shelbyville, Illinois; † 22. September 1954 in Bloomington, Illinois) war ein US-amerikanischer Politiker. Zwischen 1927 und 1933 vertrat er den Bundesstaat Illinois im US-Repräsentantenhaus.

## Werdegang
Im Jahr 1876 zog Homer Hall mit seinen Eltern nach Bloomington, wo er die öffentlichen Schulen und danach die Illinois Wesleyan University besuchte. Nach einem anschließenden Jurastudium und seiner 1892 erfolgten Zulassung als Rechtsanwalt begann er in Bloomington in diesem Beruf zu praktizieren. Außerdem wurde er im Bankgewerbe und in der Landwirtschaft tätig. Zwischen 1909 und 1914 war er Bezirks- und Nachlassrichter im McLean County; von 1916 bis 1918 übte er die Funktion des Master in Chancery aus. Politisch schloss er sich der Republikanischen Partei an. Im Juni 1916 nahm er als Delegierter an der Republican National Convention in Chicago teil, auf der Charles Evans Hughes als Präsidentschaftskandidat nominiert wurde.
Bei den Kongresswahlen des Jahres 1926 wurde Hall im 17. Wahlbezirk von Illinois in das US-Repräsentantenhaus in Washington, D.C. gewählt, wo er am 4. März 1927 die Nachfolge von Frank H. Funk antrat. Nach zwei Wiederwahlen konnte er bis zum 3. März 1933 drei Legislaturperioden im Kongress absolvieren. In diese Zeit fiel ab 1929 die Weltwirtschaftskrise. Im Jahr 1932 wurde er nicht wiedergewählt.
Nach dem Ende seiner Zeit im US-Repräsentantenhaus arbeitete Homer Hall wieder als Rechtsanwalt und in der Landwirtschaft. Zwischen 1934 und 1942 war er nochmals Bezirksrichter im McLean County. Er starb am 22. September 1954 in Bloomington, wo er auch beigesetzt wurde.